# Forstera tenella
Forstera tenella är en tvåhjärtbladig växtart som beskrevs av Joseph Dalton Hooker. Forstera tenella ingår i släktet Forstera och familjen Stylidiaceae. Inga underarter finns listade i Catalogue of Life.